# Christian Ramirez
Christian Ramirez (Santa Ana, 4 aprile 1991) è un calciatore statunitense, attaccante del LA Galaxy.

## Carriera

### Club
Nel 2013 firma con gli Charlotte Eagles e compie il suo debutto e la sua prima rete da professionista contro l'Antigua Barracuda FC.
L'8 gennaio 2014, il Minnesota United FC annuncia di aver messo sotto contratto Ramirez per la stagione 2014 della NASL. Dopo aver iniziato come sostituto di Pablo Campos, con il passare delle partite viene sempre di più impiegato fino a divenire titolare e venendo eletto per tre volte giocatore della settimana e due volte giocatore del mese.
Nell'ultima partita della stagione segna la 20ª rete stagionale ed eguagliando così il record di gol in una stagione di Campos ed Etienne Barbara.Vince la classifica marcatori finale e viene premiato come giovane dell'anno.
Il 3 marzo 2017 segna la prima rete storica della sua squadra nella MLS nella sfida contro i Portland Timbers.
Il 28 giugno 2021 viene ingaggiato dagli scozzesi dell'Aberdeen.
Il 19 gennaio 2023 torna negli Stati Uniti, accasandosi al Columbus Crew.
Dopo due anni al Columbus Crew, l'attaccante statunitense viene ingaggiato dai campioni in carica della MLS, il LA Galaxy.

### Nazionale
L'8 gennaio 2018 viene convocato dalla nazionale maggiore. Il debutto arriva un anno e qualche giorno più tardi il 28 gennaio 2019 in amichevole contro Panama.

## Statistiche

### Presenze e reti nei club
Statistiche aggiornate al 19 gennaio 2023.
| Stagione              | Squadra               | Campionato            | Campionato | Campionato | Coppe nazionali | Coppe nazionali | Coppe nazionali | Coppe continentali | Coppe continentali | Coppe continentali | Altre coppe | Altre coppe | Altre coppe | Totale | Totale |
| Stagione              | Squadra               | Comp                  | Pres       | Reti       | Comp            | Pres            | Reti            | Comp               | Pres               | Reti               | Comp        | Pres        | Reti        | Pres   | Reti   |
| --------------------- | --------------------- | --------------------- | ---------- | ---------- | --------------- | --------------- | --------------- | ------------------ | ------------------ | ------------------ | ----------- | ----------- | ----------- | ------ | ------ |
| 2013                  | Charlotte Eagles      | USL                   | 24         | 11         | USOC            | 1               | 0               |                    | -                  | -                  |             | -           | -           | 25     | 11     |
| 2014                  | Minnesota United      | NASL                  | 17         | 11         | USOC            | -               | -               |                    | -                  | -                  |             | -           | -           | 17     | 11     |
| 2015                  | Minnesota United      | NASL                  | 31         | 12         | USOC            | 1               | 0               |                    | -                  | -                  |             | -           | -           | 32     | 12     |
| 2016                  | Minnesota United      | NASL                  | 31         | 18         | USOC            | 2               | 1               |                    | -                  | -                  |             | -           | -           | 33     | 19     |
| 2017                  | Minnesota United      | MLS                   | 30         | 14         | USOC            | 1               | 0               | -                  | -                  | -                  | -           | -           | -           | 31     | 14     |
| mar.-ago. 2018        | Minnesota United      | MLS                   | 20         | 7          | USOC            | 1               | 0               | -                  | -                  | -                  | -           | -           | -           | 23     | 7      |
| Totale Minnesota      | Totale Minnesota      | Totale Minnesota      | 129        | 63         |                 | 4               | 1               |                    | -                  | -                  |             | -           | -           | 135    | 64     |
| ago.-dic. 2018        | Los Angeles FC        | MLS                   | 7+1        | 2+1        | USOC            | 2               | 0               |                    | -                  | -                  |             | -           | -           | 11     | 3      |
| mar.-ago. 2019        | Los Angeles FC        | MLS                   | 17         | 4          | USOC            | 3               | 0               |                    | -                  | -                  |             | -           | -           | 20     | 4      |
| Totale Los Angeles FC | Totale Los Angeles FC | Totale Los Angeles FC | 25         | 7          |                 | 5               | 0               |                    | -                  | -                  |             | -           | -           | 30     | 7      |
| ago.-dic. 2019        | Houston Dynamo        | MLS                   | 10         | 5          | USOC            | 0               | 0               |                    | -                  | -                  |             | -           | -           | 10     | 5      |
| 2020                  | Houston Dynamo        | MLS                   | 15         | 2          |                 | -               | -               |                    | -                  | -                  |             | -           | -           | 15     | 2      |
| gen.-giu. 2021        | Houston Dynamo        | MLS                   | 6          | 1          |                 | -               | -               |                    | -                  | -                  |             | -           | -           | 6      | 1      |
| Totale Houston Dynamo | Totale Houston Dynamo | Totale Houston Dynamo | 31         | 8          |                 | 0               | 0               |                    | -                  | -                  |             | -           | -           | 31     | 8      |
| 2021-2022             | Aberdeen              | SP                    | 36         | 10         | SC+SLC          | 2+1             | 2+0             | UECL               | 6                  | 3                  | -           | -           | -           | 45     | 15     |
| 2022-gen. 2023        | Aberdeen              | SP                    | 9          | 0          | SC+SLC          | 0+6             | 0+3             |                    |                    |                    | -           | -           | -           | 15     | 3      |
| Totale Aberdeen       | Totale Aberdeen       | Totale Aberdeen       | 45         | 10         |                 | 9               | 5               |                    | 6                  | 3                  |             | -           | -           | 60     | 18     |
| 2023                  | Columbus Crew         | MLS                   | 30+5       | 8+2        | USOC            | 2               | 1               |                    | -                  | -                  | LC          | 3           | 2           | 40     | 13     |
| 2024                  | Columbus Crew         | MLS                   | 25+2       | 8+1        |                 | -               | -               | CCC                | 4                  | 0                  | LC+CC       | 5+1         | 1+0         | 37     | 10     |
| Totale Columbus Crew  | Totale Columbus Crew  | Totale Columbus Crew  | 55+7       | 16+3       |                 | 2               | 1               |                    | 4                  | 0                  |             | 9           | 3           | 77     | 23     |
| 2025                  | LA Galaxy             | MLS                   | -          | -          |                 | -               | -               | CCC                | -                  | -                  | LC          | -           | -           | -      | -      |
| Totale carriera       | Totale carriera       | Totale carriera       | 301        | 115        |                 | 22              | 7               |                    | 10                 | 3                  |             | 9           | 3           | 342    | 128    |

### Cronologia presenze e reti in nazionale
| Cronologia completa delle presenze e delle reti in nazionale ― Stati Uniti | Cronologia completa delle presenze e delle reti in nazionale ― Stati Uniti | Cronologia completa delle presenze e delle reti in nazionale ― Stati Uniti | Cronologia completa delle presenze e delle reti in nazionale ― Stati Uniti | Cronologia completa delle presenze e delle reti in nazionale ― Stati Uniti | Cronologia completa delle presenze e delle reti in nazionale ― Stati Uniti | Cronologia completa delle presenze e delle reti in nazionale ― Stati Uniti | Cronologia completa delle presenze e delle reti in nazionale ― Stati Uniti |
| Data                                                                       | Città                                                                      | In casa                                                                    | Risultato                                                                  | Ospiti                                                                     | Competizione                                                               | Reti                                                                       | Note                                                                       |
| -------------------------------------------------------------------------- | -------------------------------------------------------------------------- | -------------------------------------------------------------------------- | -------------------------------------------------------------------------- | -------------------------------------------------------------------------- | -------------------------------------------------------------------------- | -------------------------------------------------------------------------- | -------------------------------------------------------------------------- |
| 28-1-2019                                                                  | Phoenix                                                                    | Stati Uniti                                                                | 3 – 0                                                                      | Panama                                                                     | Amichevole                                                                 | 1                                                                          | 84’                                                                        |
| 2-2-2019                                                                   | San José                                                                   | Stati Uniti                                                                | 2 – 0                                                                      | Costa Rica                                                                 | Amichevole                                                                 | -                                                                          | 78’                                                                        |
| Totale                                                                     |                                                                            | Presenze                                                                   | 2                                                                          |                                                                            | Reti                                                                       | 1                                                                          |                                                                            |

## Palmarès

### Club

#### Competizioni nazionali
- Campionato MLS: 1

Columbus Crew: 2023

#### Competizioni internazionali
- Leagues Cup: 1

Columbus Crew: 2024

### Individuale
- Capocannoniere della NASL: 2

2014 (20 reti), 2016 (18 reti)